# Organisasi Amatir Radio Indonesia
Die Organisasi Amatir Radio Indonesia (ORARI), deutsch wörtlich: „Indonesische Amateurfunkorganization“, ist der nationale Amateurfunkverband Indonesiens.

## Geschichte

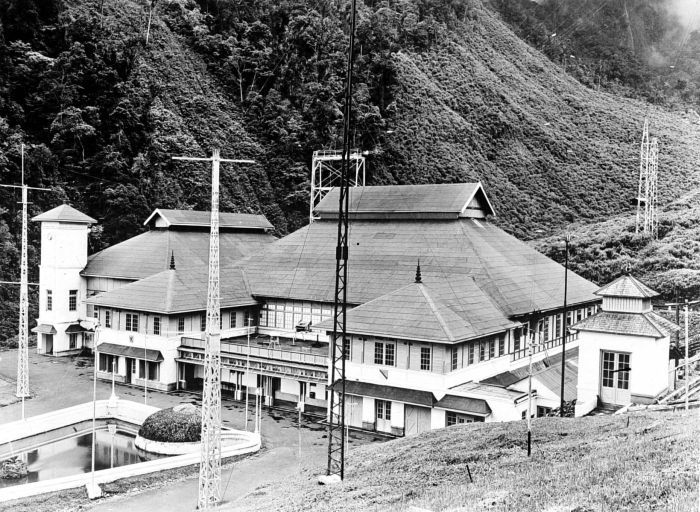
Die Funkstation Malabar auf dem gleichnamigen Vulkan ging 1923 in Betrieb.

Eine erste Vorläuferorganisation der heutigen ORARI wurde 1925 gegründet, als der Archipel als Niederländisch-Ostindien noch unter Fremdherrschaft stand. Zuvor, noch während des Ersten Weltkriegs, bestand der einzige Kommunikationskanal nach Europa aus einem Seekabel, das durch den Golf von Aden verlief und von den Briten kontrolliert wurde. Im Gegensatz zum Vereinigten Königreich waren die Niederlande im Ersten Weltkrieg neutral und sorgten sich um eigene, unabhängige Nachrichtenverbindungen zwischen Europa und Ostindien. Deshalb errichteten sie Funkrelaisstationen unter anderem auf dem Vulkan Malabar nahe Bandung sowie auf Sumatra und auf Sri Lanka.
Kurz darauf begann auch der Amateurfunk im Lande, den die Niederländer nicht nur tolerierten, sondern aufgrund der dafür von den Amateuren zu entrichtenden Steuern sogar förderten. Dies endete mit dem Zweiten Weltkrieg und der 1941 beginnenden Besetzung durch die Japaner. Alle vorhandenen Funkanlagen wurden zerstört oder konfisziert und Amateurfunk verboten. Funkamateure, die heimlich sendeten, wurden als Spione der Alliierten verhaftet und mit dem Tode bestraft. Diese Schreckensherrschaft endete mit der Kapitulation Japans. Zeitgleich begann der Indonesische Unabhängigkeitskrieg, der 1949 mit der indonesischen Unabhängigkeit endete.
Am 9. Juli 1968 wurde die ORARI als Amateurfunkorganisation der Republik Indonesien gegründet und der Amateurfunk stand von nun an allen daran Interessierten offen.
Der Verband ist Mitglied der International Amateur Radio Union (IARU Region 3), der internationalen Vereinigung von Amateurfunkverbänden, und vertritt dort die Interessen der Funkamateure des Landes.